# Лауреаты Премии Правительства Российской Федерации в области науки и техники (2015)
Лауреаты Премии Правительства Российской Федерации в области науки и техники 2015 года — перечень награждённых правительственной наградой Российской Федерации, присужденной за достижения в науке и технике в 2015 году.
Постановлением Правительства от 24 октября 2013 года № 954 с 1 января 2014 года учреждены 20 ежегодных премий в области науки и техники, в том числе пять премий за работы в сфере обороны и безопасности, в размере 2 млн рублей каждая.
Лауреаты определены Распоряжением Правительства РФ от 28 октября 2015 года № 2180-р по решению Межведомственного совета по присуждению премий Правительства Российской Федерации в области науки и техники.

## Легенда
Приводятся данные по премированной работе; фамилии лауреатов, их должность и место работы; номер абзаца в Постановлении

## Лауреаты
| номер | Лауреаты | Премированная работа |
| ----- | --- | --- |
| 1.    | Михайлову Владимиру Евгеньевичу, доктору технических наук, генеральному директору открытого акционерного общества «Научно-производственное объединение по исследованию и проектированию энергетического оборудования им. И. И. Ползунова», руководителю работы, Дубилету Сергею Леонидовичу, главному конструктору проекта, Павлову Павлу Геннадьевичу, заведующему лабораторией, Хоменоку Леониду Арсеньевичу, доктору технических наук, профессору, заместителю генерального директора, Яковлевой Татьяне Константиновне, ведущему конструктору, — работникам того же акционерного общества, Шлемензону Карлу Тевелевичу, кандидату технических наук, бывшему заведующему лабораторией того же акционерного общества; Бальве Ливерию Яковлевичу, главному специалисту открытого акционерного общества «Силовые машины — ЗТЛ, ЛМЗ, Электросила, Энергомашэкспорт»; Викторовскому Владимиру Вадимовичу, главному технологу закрытого акционерного общества «Лонас технология»; Канышеву Михаилу Юрьевичу, заместителю генерального директора открытого акционерного общества «Российский концерн по производству электрической и тепловой энергии на атомных станциях» — директору филиала «Калининская атомная станция»; Онуфриенко Сергею Викторовичу, кандидату технических наук, генеральному директору акционерного общества "Научно- исследовательский и проектно-конструкторский институт энергетических технологий «Атомпроект» | за создание и масштабное промышленное внедрение инновационных конструкций насосного оборудования для энергоблоков АЭС и ТЭС |
| 2.    | Михайлову Анатолию Леонидовичу, доктору технических наук, директору института экспериментальной газодинамики и физики взрыва — заместителю главного конструктора федерального государственного унитарного предприятия «Российский федеральный ядерный центр — Всероссийский научно-исследовательский институт экспериментальной физики», руководителю работы, Богданову Евгению Николаевичу, начальнику лаборатории, Родионову Алексею Вячеславовичу, Седову Александру Анатольевичу, старшим научным сотрудникам, Хворостину Владимиру Николаевичу, кандидату технических наук, ведущему научному сотруднику, — работникам того же предприятия; Орехову Юрию Ивановичу, доктору технических наук, начальнику отдела федерального государственного унитарного предприятия федерального научно-производственного центра «Научно-исследовательский институт измерительных систем им. Ю. Е. Седакова», Прокофьеву Леониду Игоревичу, заместителю главного инженера, главному технологу, работнику того же предприятия; Взятышеву Виктору Феодосьевичу, доктору технических наук, профессору кафедры федерального государственного бюджетного образовательного учреждения высшего профессионального образования "Национальный исследовательский университет «МЭИ»; Канакову Владимиру Анатольевичу, доктору физико-математических наук, профессору кафедры, исполняющему обязанности заведующего кафедрой федерального государственного автономного образовательного учреждения высшего образования «Нижегородский государственный университет им. Н. И. Лобачевского», Орлову Игорю Яковлевичу, доктору технических наук, профессору кафедры, работнику того же учреждения | за разработку научных основ, создание аппаратурных комплексов, алгоритмов и программных средств и практическое применение методов микроволновой диагностики быстропротекающих процессов |
| 3.    | Чаадаеву Александру Сергеевичу, кандидату экономических наук, вице-президенту акционерной компании «АЛРОСА» (публичного акционерного общества), директору института «Якутнипроалмаз», руководителю работы, Бондаренко Ивану Федоровичу, кандидату технических наук, ученому секретарю, Зырянову Игорю Владимировичу, доктору технических наук, заместителю директора, — работникам того же института, Кисиличину Александру Ивановичу, главному инженеру Мирнинского горно-обогатительного комбината, Черепнову Андрею Николаевичу, главному инженеру, — работникам той же акционерной компании; Гензелю Григорию Наумовичу, кандидату геолого-минералогических наук, заместителю директора общества с ограниченной ответственностью Научно-технический и экспертный центр новых экотехнологий в гидрогеологии и гидротехнике «НОВОТЭК»; Монтяновой Антонине Николаевне, доктору технических наук, генеральному директору общества с ограниченной ответственностью «Технологии закладки выработанного пространства»; Пацкевичу Петру Геннадьевичу, кандидату технических наук, старшему научному сотруднику федерального государственного бюджетного учреждения науки Институт проблем комплексного освоения недр Российской академии наук; Письменному Андрею Васильевичу, генеральному директору открытого акционерного общества «Севералмаз»; Филатову Александру Павловичу, кандидату технических наук, начальнику управления Федеральной службы по экологическому, технологическому и атомному надзору | за создание и широкомасштабное промышленное внедрение систем подземной разработки алмазных месторождений в экстремальных условиях криолитозоны Якутии |
| 4.    | Никитину Валентину Николаевичу, кандидату технических наук, заведующему сектором Института качественных сталей федерального государственного унитарного предприятия «Центральный научно-исследовательский институт чёрной металлургии им. И. П. Бардина», руководителю работы, Маслюку Владимиру Михайловичу, ведущему инженеру того же института, Настичу Сергею Юрьевичу, доктору технических наук, заместителю директора Центра сталей для труб и сварных конструкций, Чевской Ольге Николаевне, старшему научному сотруднику того же центра, — работникам того же предприятия; Брылину Аркадию Михайловичу, менеджеру технической дирекции центра технического развития и качества филиала «Российская сталь» в городе Череповце акционерного общества «Северсталь Менеджмент», Мальцеву Андрею Борисовичу, старшему менеджеру того же филиала того же акционерного общества; Денисову Сергею Владимировичу, доктору технических наук, главному специалисту открытого акционерного общества «Магнитогорский металлургический комбинат»; Курашу Валентину Станиславовичу, начальнику конструкторского бюро научно-технического центра Управления главного конструктора открытого акционерного общества «БЕЛАЗ» — управляющая компания холдинга «БЕЛАЗ-ХОЛДИНГ»; Смирнову Леониду Андреевичу, академику Российской академии наук, доктору технических наук, профессору, главному научному сотруднику федерального государственного бюджетного учреждения науки Институт металлургии Уральского отделения Российской академии наук; Тарасову Валерию Михайловичу, главному инженеру общества с ограниченной ответственностью «Юргинский машиностроительный завод» | за создание и освоение ресурсосберегающей технологии производства высокоэффективных экономнолегированных высокопрочных сталей повышенной хладостойкости и надежности для карьерного транспорта и механизированных комплексов горнодобывающей отрасли                                            |
| 5.    | Теляшеву Гумеру Гарифовичу, доктору технических наук, профессору, главному технологу государственного унитарного предприятия «Институт нефтехимпереработки Республики Башкортостан», руководителю работы; Ахметову Арслану Фаритовичу, доктору технических наук, профессору, заведующему кафедрой федерального государственного бюджетного образовательного учреждения высшего профессионального образования «Уфимский государственный нефтяной технический университет», Сидорову Георгию Маркеловичу, доктору технических наук, профессору того же учреждения; Боруцкому Павлу Николаевичу, кандидату технических наук, заместителю главного технолога общества с ограниченной ответственностью "Научно-производственная фирма «ОЛКАТ», Сорокину Илье Ивановичу, генеральному директору того же общества с ограниченной ответственностью; Воронину Петру Афанасьевичу, директору завода по стабилизации конденсата имени В. С. Черномырдина — филиала общества с ограниченной ответственностью «Газпром переработка», Ишмурзину Айрату Вильсуровичу, кандидату технических наук, главному инженеру — первому заместителю генерального директора того же общества с ограниченной ответственностью; Ермоленко Алле Дмитриевне, заместителю директора общества с ограниченной ответственностью «Институт по проектированию предприятий нефтеперерабатывающей и нефтехимической промышленности», Лебедскому-Тамбиеву Михаилу Андреевичу, генеральному директору того же общества с ограниченной ответственностью | за разработку и промышленное освоение инновационной, энерго- и ресурсосберегающей технологии производства высокооктановых автомобильных бензинов с улучшенными экологическими свойствами |
| 6.    | Крючкову Анатолию Васильевичу, доктору сельскохозяйственных наук, профессору, руководителю работы (посмертно) , Баутину Владимиру Моисеевичу, академику Российской академии наук, доктору экономических наук, профессору, президенту федерального государственного бюджетного образовательного учреждения высшего образования «Российский государственный аграрный университет — МСХА имени К. А. Тимирязева», Монахосу Сократу Григорьевичу, кандидату сельскохозяйственных наук, доценту, заведующему кафедрой, Пацурия Дженери Владимировичу, доктору сельскохозяйственных наук, профессору кафедры, Судденко Василию Григорьевичу, кандидату сельскохозяйственных наук, доценту, заведующему учебно-научно-производственным центром «Овощная опытная станция им. В. И. Эдельштейна», — работникам того же учреждения; Воробьевой Надежде Николаевне, Лежниной Алле Алексеевне, кандидатам сельскохозяйственных наук, старшим научным сотрудникам общества с ограниченной ответственностью «Селекционная станция имени Н. Н. Тимофеева», Монахосу Григорию Федоровичу, кандидату сельскохозяйственных наук, генеральному директору того же общества с ограниченной ответственностью; Королевой Светлане Викторовне, кандидату сельскохозяйственных наук, заведующей отделом федерального государственного бюджетного научного учреждения «Всероссийский научно-исследовательский институт риса»; Целыковской Зое Ивановне, заместителю директора закрытого акционерного общества «Совхоз имени Ленина» | за разработку и внедрение нового направления в отечественной селекции по созданию импортозамещающего сортимента высокотехнологичных гибридов капустных культур и организации их промышленного семеноводства                                                                                     |
| 7.    | Васильеву Николаю Ивановичу, доктору технических наук, заведующему кафедрой федерального государственного бюджетного образовательного учреждения высшего профессионального образования "Национальный минерально-сырьевой университет «Горный», руководителю работы, Дмитриеву Андрею Николаевичу, кандидату технических наук, доценту, Загривному Эдуарду Анатольевичу, доктору технических наук, профессору, Соловьеву Георгию Никифоровичу, кандидату технических наук, ведущему инженеру, — работникам того же учреждения; Данилову Александру Ивановичу, кандидату физико-математических наук, заместителю директора федерального государственного бюджетного учреждения «Арктический и антарктический научно-исследовательский институт», Липенкову Владимиру Яковлевичу, кандидату географических наук, заведующему лабораторией, Лукину Валерию Владимировичу, заместителю директора, Саватюгину Льву Михайловичу, доктору географических наук, главному научному сотруднику, — работникам того же учреждения | за разработку теоретических основ экологически чистых технологий и технических средств бурения и реализацию их в условиях ледников Антарктиды с целью определения закономерностей изменения палеоклимата и биосферы Земли                                                                       |
| 8.    | Багненко Сергею Федоровичу, доктору медицинских наук, профессору, академику Российской академии наук, ректору государственного бюджетного образовательного учреждения высшего профессионального образования «Первый Санкт-Петербургский государственный медицинский университет имени академика И. П. Павлова» Министерства здравоохранения Российской Федерации, руководителю работы, Гольцову Валерию Ремировичу, доктору медицинских наук, профессору кафедры того же учреждения; Коханенко Николаю Юрьевичу, доктору медицинских наук, профессору, заведующему кафедрой государственного бюджетного образовательного учреждения высшего профессионального образования «Санкт-Петербургский государственный педиатрический медицинский университет» Министерства здравоохранения Российской Федерации; Буриеву Илье Михайловичу, доктору медицинских наук, профессору, врачу хирургу — главному советнику филиала федерального государственного унитарного предприятия «Главное производственно-коммерческое управление по обслуживанию дипломатического корпуса при Министерстве иностранных дел Российской Федерации» «Мединцентр»; Гальперину Эдуарду Израилевичу, доктору медицинских наук, профессору кафедры, главному научному сотруднику научно-исследовательского института молекулярной медицины государственного бюджетного образовательного учреждения высшего профессионального образования Первый Московский государственный медицинский университет имени И. М. Сеченова Министерства здравоохранения Российской Федерации, Дюжевой Татьяне Геннадьевне, доктору медицинских наук, профессору, заведующей отделом того же института, Данилову Михаилу Викторовичу, доктору медицинских наук, профессору кафедры Института профессионального образования, Зурабиани Вахтангу Георгиевичу, кандидату медицинских наук, доценту того же института, — работникам того же учреждения; Кригеру Андрею Германовичу, доктору медицинских наук, профессору, заведующему отделением федерального государственного бюджетного учреждения «Институт хирургии имени А. В. Вишневского» Министерства здравоохранения Российской Федерации; Майстренко Николаю Анатольевичу, доктору медицинских наук, профессору, академику Российской академии наук, заведующему кафедрой и клиникой факультетской хирургии им. С. П. Федорова федерального государственного бюджетного военного образовательного учреждения высшего профессионального образования «Военно-медицинская академия имени С. М. Кирова» Министерства обороны Российской Федерации | за разработку и внедрение в клиническую практику современных методов хирургического лечения хронического панкреатита |
| 9.    | Алешину Николаю Павловичу, академику Российской академии наук, доктору технических наук, профессору, заведующему кафедрой федерального государственного бюджетного образовательного учреждения высшего профессионального образования «Московский государственный технический университет имени Н. Э. Баумана», руководителю работы, Гладкову Эдуарду Александровичу, доктору технических наук, профессору того же учреждения; Алешкину Александру Николаевичу, генеральному директору акционерного общества «Центр технологии судостроения и судоремонта», Левшакову Валерию Михайловичу, кандидату технических наук, директору научно-технической фирмы «Судотехнология» того же акционерного общества; Галяткину Сергею Николаевичу, кандидату технических наук, начальнику лаборатории федерального государственного унитарного предприятия "Центральный научно-исследовательский институт конструкционных материалов «Прометей»; Кузьмину Сергею Викторовичу, доктору технических наук, профессору, декану факультета федерального государственного бюджетного образовательного учреждения высшего профессионального образования «Волгоградский государственный технический университет», Лысаку Владимиру Ильичу, члену-корреспонденту Российской академии наук, доктору технических наук, профессору, ректору того же учреждения; Минину Сергею Ивановичу, кандидату технических наук, доценту кафедры Обнинского института атомной энергетики — филиала федерального государственного автономного образовательного учреждения высшего профессионального образования «[[Национальный исследовательский ядерный университет „МИФИ“, Трофимову Адольфу Ивановичу, доктору технических наук, профессору, заведующему кафедрой того же филиала того же учреждения | за разработку современных конкурентоспособных технологий и оборудования сварки и их широкое внедрение при изготовлении конструкций различного назначения |
| 10.   | Косенко Виктору Евгеньевичу, доктору технических наук, доценту, первому заместителю генерального директора — первому заместителю генерального конструктора открытого акционерного общества „Информационные спутниковые системы“ имени академика М. Ф. Решетнёва]]», руководителю работы, Акимову Александру Николаевичу, Яковлеву Андрею Викторовичу, начальникам отделов, Выгонскому Юрию Григорьевичу, заместителю генерального конструктора, Лебедеву Александру Петровичу, начальнику производства — начальнику цеха, Шипилову Геннадию Вениаминовичу, заместителю начальника отдела, Школьному Вадиму Николаевичу, главному конструктору — начальнику отделения, — работникам того же акционерного общества; Бутенко Валерию Владимировичу, доктору технических наук, генеральному директору федерального государственного унитарного предприятия Ордена Трудового Красного Знамени научно-исследовательский институт радио; Петухову Вячеславу Георгиевичу, доктору технических наук, начальнику отдела Научно-исследовательского института прикладной механики и электродинамики федерального государственного бюджетного образовательного учреждения высшего профессионального образования "Московский авиационный институт (национальный исследовательский университет) "; Прохорову Юрию Валентиновичу, генеральному директору федерального государственного унитарного предприятия «Космическая связь» | за разработку и внедрение в промышленное производство унифицированной высокоэнергетической космической платформы «Экспресс-2000» и создание на её базе современных, конкурентоспособных космических аппаратов связи и телекоммуникаций                                                          |
| 11.   | Наумову Алексею Юрьевичу, главному конструктору проекта открытого акционерного общества «Северное проектно-конструкторское бюро», руководителю работы, Спиридопуло Владимиру Ильичу, генеральному директору, Чевыренкову Юрию Алексеевичу, заместителю главного конструктора проекта, Яковлеву Кириллу Юрьевичу, начальнику отдела, — работникам того же акционерного общества; Скорынину Руслану Вадимовичу, заместителю руководителя департамента береговой охраны Пограничной службы Федеральной службы безопасности Российской Федерации; Измайлову Олегу Николаевичу, сборщику корпусов металлических судов открытого акционерного общества "Судостроительная фирма «АЛМАЗ», Калашникову Светославу Алексеевичу, мастеру производства, Мухутдинову Ильязу Минетулловичу, начальнику Технического управления — заместителю главного инженера, Скитеру Ивану Алексеевичу, слесарю-монтажнику судовому, — работникам того же акционерного общества; Моисееву Виталию Викторовичу, электромонтажнику судовому филиала «Балтийский Алмаз» открытого акционерного общества «ЭлектроРадиоАвтоматика» | за создание и серийное строительство многофункциональных пограничных сторожевых кораблей проекта 22460 |
| 12.   | Стемпковскому Александру Леонидовичу, доктору технических наук, профессору, академику Российской академии наук, директору федерального государственного бюджетного учреждения науки Институт проблем проектирования в микроэлектронике Российской академии наук, руководителю работы, Гаврилову Сергею Витальевичу, доктору технических наук, профессору, заведующему отделом того же учреждения; Игнатову Павлу Викторовичу, главному конструктору элементной базы акционерного общества «Научно-исследовательский институт молекулярной электроники», Кравцову Александру Сергеевичу, Мытнику Константину Яковлевичу, начальникам отделов, Шелепину Николаю Алексеевичу, доктору технических наук, первому заместителю генерального директора, — работникам того же акционерного общества; Переверзеву Леониду Евгеньевичу, техническому директору общества с ограниченной ответственностью «Альфачип»; Ранчину Сергею Олеговичу, начальнику производства открытого акционерного общества "НИИ молекулярной электроники и завод «Микрон», Шелепову Владимиру Викторовичу, начальнику цеха, Щербакову Николаю Александровичу, заместителю генерального директора, — работникам того же акционерного общества | за разработку и освоение серийного производства широкой номенклатуры микросхем для смарт-карт и радиочастотной идентификации на основе создания комплексных средств автоматизации проектирования и технологий изготовления современных интегральных схем с встроенной энергонезависимой памятью |
| 13.   | Канащенкову Анатолию Ивановичу, доктору технических наук, кандидату экономических наук, профессору, главному конструктору малогабаритной бортовой радиолокационной системы открытого акционерного общества "Корпорация «Фазотрон — Научно-исследовательский институт радиостроения», руководителю работы, Новожилову Андрею Владимировичу, начальнику отделения, Савостьянову Владимиру Юрьевичу, кандидату технических наук, доценту, начальнику лаборатории, — работникам того же акционерного общества; Коновальцеву Антону Вячеславовичу, начальнику лаборатории научного центра специальных радиоэлектронных систем и менеджмента федерального государственного бюджетного образовательного учреждения высшего профессионального образования "Московский авиационный институт (национальный исследовательский университет) ", Минаеву Эдуарду Сергеевичу, кандидату экономических наук, профессору кафедры, Тихонову Алексею Ивановичу, кандидату технических наук, доценту, директору Инженерно-экономического института, Ушкару Михаилу Николаевичу, доктору технических наук, профессору, заведующему кафедрой, Шевцову Вячеславу Алексеевичу, доктору технических наук, профессору, проректору, — работникам того же учреждения; Лобанову Борису Семеновичу, доктору технических наук, профессору, генеральному директору федерального государственного унитарного предприятия «Центральный научно-исследовательский радиотехнический институт имени академика А. И. Берга» | за двухдиапазонную малогабаритную бортовую РЛС поколения 4+ |